# Ким, Дэниел Дэ
Дэ́ниел Дэ Ким (англ. Daniel Dae Kim, конц. Ким Дэхён кор. 김대현?, 金大賢?; род. 4 августа 1968) — американский актёр и продюсер корейского происхождения, прославившийся благодаря роли Джина Квона в сериале «Остаться в живых» и Чин Хо Келли в сериале «Гавайи 5.0». Среди геймеров известен как неизменный голос самого колоритного и узнаваемого персонажа серии игр «Saints Row», Джонни Гэта.

## Ранняя жизнь
Ким родился в Пусане, Южная Корея, его мать — Чжон Ким, а отец — доктор Ду тхэ Ким. Семья Кима переехала в США, когда ему был год. Он вырос в Нью-Йорке, Истоне и Вифлееме, штат Пенсильвания. Окончил Freedom High School. В 1990 году окончил Хаверфордский колледж, получив двойной диплом бакалавра (в области театра и политологии). В 1996 году Ким получил диплом магистра актёрского мастерства в Нью-Йоркском университете.

## Карьера

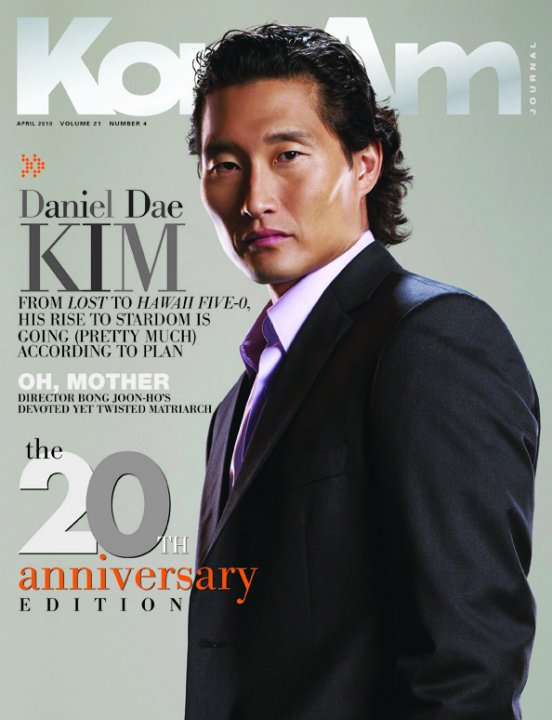
На обложке KoreAm, апрель 2010

После окончания университета Ким стал активно сниматься в телевизионных проектах, часто в роли агента («C.S.I.: Место преступления», «Звёздный путь: Вояджер», «Звёздный путь: Энтерпрайз», «Зачарованные», «Щит», «Сайнфелд», «Полиция Нью-Йорка», «Скорая помощь». Ким также играл в сериалах «Вавилон-5», «Ангел» и «24 часа».
В 2008 году на телеканале A&E состоялась премьера мини-сериала «Штамм „Андромеда“», основанного на одноимённом романе Майкла Крайтона. Ким сыграл в сериале доктора Чжоу Цзи. В 2003 году актера можно было увидеть в фантастическом боевике Энга Ли «Халк», а в 2004-м — в фильмах «Столкновение» и «Человек-паук 2».
С 2004 по 2010 год Ким снимался в сериале «Остаться в живых» в роли Джина Квона. За свою работу команда актеров шоу получила многочисленные награды, в том числе премию Гильдии киноактеров (за лучший ансамбль). Ким за участие в сериале был лично удостоен премий AZN Asian Excellence Award, Multicultural Prism Award и Vanguard. В 2005 году журнал People назвал его одним из самых сексуальных мужчин в мире.
В 2015 и 2016 году Ким был занят на съемках второй и третьей части франшизы «Дивергент». С 2017 года он исполняет роль доктора Джексона Хана в сериале «Хороший доктор».
В 2019 году актёра можно было увидеть в фильмах «Хеллбой» и «Ты – моё сомнение». В 2021 году выйдет сай-фай триллер Джо Пенны «Дальний космос» с Кимом в роли биолога космического шатла, на борту которого обнаруживается лишний пассажир.

## Театр
С 12 по 28 июня 2009 года Ким исполнял роль короля Сиама в постановке мюзикла «Король и я» в Альберт-холле в Лондоне. В мае-июне 2016 года актёр исполнял ту же роль на Бродвее, в Линкольн-центре в Нью-Йорке.

## Избранная фильмография
| Год       |     | Русское название              | Оригинальное название           | Роль                         |
| --------- | --- | ----------------------------- | ------------------------------- | ---------------------------- |
| 1991      | ф   | Американский Шаолинь          | American Shaolin                | Гао                          |
| 1997      | с   | Беверли-Хиллз, 90210          | Beverly Hills, 90210            | доктор Стурла                |
| 1997      | с   | Полиция Нью-Йорка             | NYPD Blue                       | Саймон Ли                    |
| 1997      | ф   | Шакал                         | The Jackal                      | Акаси                        |
| 1998      | с   | Притворщик                    | The Pretender                   | Ленни Дук                    |
| 1998      | тф  | Дивный новый мир              | Brave New World                 | Инграм                       |
| 1998      | с   | Сайнфелд                      | Seinfeld                        | студент-медик # 1            |
| 1999      | с   | Крестовый поход               | Crusade                         | Джон Мэтесон                 |
| 2000      | с   | Звёздный путь: Вояджер        | Star Trek: Voyager              | Готана-Ретц                  |
| 2001      | с   | Зачарованные                  | Charmed                         | Йенло                        |
| 2001      | с   | C.S.I.: Место преступления    | CSI: Crime Scene Investigation  | специальный агент Бекман     |
| 2001—2003 | с   | Ангел                         | Angel                           | Гэвин Парк                   |
| 2003      | ф   | От колыбели до могилы         | Cradle 2 the Grave              | эксперт посещения            |
| 2003      | ф   | Халк                          | Hulk                            | Ким, помощник генерала Росса |
| 2003      | в   | Делай или сдохни              | Ride or Die                     | Мияко                        |
| 2003—2004 | с   | 24 часа                       | 24                              | Том Бейкер                   |
| 2004      | ф   | Человек-паук 2                | Spider-Man 2                    | Рэймонд                      |
| 2004      | ф   | Столкновение                  | Crash                           | Парк                         |
| 2004—2010 | с   | Остаться в живых              | Lost                            | Джин Квон                    |
| 2005      | ф   | Пещера                        | The Cave                        | Алекс Ким                    |
| 2006      | мс  | Аватар: Легенда об Аанге      | Avatar: The Last Airbender      | Генерал Фонг                 |
| 2006      | ки  | Saints Row                    | Saints Row                      | Джонни Гэт                   |
| 2008      | мтф | Штамм «Андромеда»             | The Andromeda Strain            | доктор Чжоу Цзи              |
| 2008      | ки  | Saints Row 2                  | Saints Row 2                    | Джонни Гэт                   |
| 2010—2017 | с   | Гавайи 5.0                    | Hawaii Five-0                   | Чин Хо Келли                 |
| 2011      | ф   | Арена                         | Arena                           | Тайга                        |
| 2011      | ки  | Saints Row: The Third         | Saints Row: The Third           | Джонни Гэт                   |
| 2012—2014 | мс  | Аватар: Легенда о Корре       | The Legend of Korra             | Хироши Сато                  |
| 2012      | с   | Морская полиция: Лос-Анджелес | NCIS: Los Angeles               | Чин Хо Келли                 |
| 2013      | ки  | Saints Row IV                 | Saints Row IV                   | Джонни Гэт                   |
| 2015      | ф   | Дивергент, глава 2: Инсургент | The Divergent Series: Insurgent | Джек Кан                     |
| 2016      | ф   | Дивергент, глава 3: За стеной | Allegiant: Part 1               | Джек Кан                     |
| 2019      | ф   | Хеллбой                       | Hellboy                         | Бен Даймио                   |
| 2019      | ф   | Ты – моё сомнение             | Always Be My Maybe              | Брэндон Чои                  |
| 2021      | ф   | Дальний космос                | Stowaway                        | Ким                          |
| 2021      | мф  | Райя и последний дракон       | Days and Last Dragon            | Бенджа                       |
| 2024      | с   | Аватар: Легенда об Аанге      | Avatar: The Last Airbender      | Хозяин Огня Озай             |